# Сохрани старый Киев
«Сохрани старый Киев» (укр. «Збережи старий Київ», сокращённо ЗСК) — общественное движение против уничтожения исторической застройки и архитектурного облика города Киева. Существовало в 2007—2010 годах.

## История
Инициативная группа «Сохрани старый Киев» образована в августе-сентябре 2007 года с целью организации прекращения строительства на пересечении Десятинного переулка и Пейзажной аллеи, на территории государственного историко-архитектурного заповедника «Древний Киев» 7-9-этажного дома с двумя подземными этажами для сотрудников МИД Украины.
Участники инициативы изначально отмежевывались от любых политических партий и надеялись, что с помощью их акций удастся мобилизовать жителей Киева на защиту своих интересов и создать условия для прямого влияния граждан на муниципальную политику без посредничества партий. При этом в инициативе были широко представлены активисты преимущественно левых движений, включая Организацию марксистов, «Левую инициативу» и Революционную конфедерацию анархо-синдикалистов.
17 ноября 2007 года на Пейзажной аллее состоялась самая большая по численности (около 300 участников) акция — «Повстанческий карнавал». Во время протеста участники впервые попытались снести строительный забор. С весны 2008 года организация начала протестовать против других проблемных застроек Киева, включая опасные работы у Александровской больницы и Михайловской церкви, застройку зелёных зон религиозными и торгово-развлекательными объектами, сооружение высотки над Аскольдовой могилой. В 2009 активисты инициативы захватили земснаряд на Жуковом Острове в знак протеста против незаконного гидронамыва. В 2010 году активиситы остановили строительные работы, которые застройщики вели на месте сквера с фонтаном у дома по улице Прорезной.
Активная деятельность движения как единого целого прекратилась в 2010 году, хотя официально о роспуске движения ни один из его членов не заявлял. К тому моменту сказались также неудачи с расширением протестной мобилизации местных жителей, как и идеологические расхождения между левыми, либералами и ультраправыми националистами внутри инициативы, и многие участники стали действовать автономно. По состоянию на 2023 год движение неактивно, сайт движения не работает. Существует фейсбук-группа «Сохрани старый Киев», которая наполняется сообщениями на тему защиты зелёных зон и древностей Киева.
Некоторые бывшие участники движения в 2012—2013 гг. учредили инициативу «Гостиная республика» и осуществляли защиту Гостиного двора на Подоле от перестройки. В результате сопротивления активистов в ноябре 2017 года депутаты Киевсовета приняли решение о согласии принять в коммунальную собственность Гостиный двор и некоторые другие здания. В 2019 году киевское отделение Фонда государственного имущества зарегистрировало за собой право собственности на Гостиный двор на Контрактовой площади.
Новые антизастроечные инициативы, в которых участвовали некоторые старые активисты ЗСК, добились возвращения в собственность жителей города Киева земли и имущественного комплекса стадиона-парка «Старт» и возвращения статуса зелёных насаждений участку у Протасова Яра. Также были инициированы кампании против коммерциализации и приватизации общественных пространств и культурных объектов, включая «Киев» и другие муниципальные кинотеатры города.